# 波斯图阿
波斯图阿（義大利語：Postua），是意大利韦尔切利省的一个市镇。总面积16平方公里，人口584人，人口密度36.5人/平方公里（2009年）。ISTAT代码为002102。